# Puente del VII Centenario
El Puente del VII Centenario, conocido popularmente como el Puente Azul, está situado en Chiclana de la Frontera, mide 57 metros y atraviesa la Avenida de la Diputación.

## Historia
El Puente VII Centenario fue inaugurado en marzo del 2000, su nombre lo da al Homenaje a la fundación de la actual Chiclana, acontecida en 1303, cuando el rey Fernando IV de castilla donó las tierras que conforman la ciudad a Alonso Pérez de Guzmán, fundador de la Casa de Medina Sidonia. Durante el 2003 se celebró diversos actos, en conmemoración del séptimo centenario, así que se bautizó el nuevo puente.
El cambio de la parte superior de los antiguos muros de retención, que estaban hechos por bosques de hormigón, para hacerlos directamente con hormigón armado, se agrandó el canal río arriba y se construyeron en hormigón armado nuevos muros de protección, desde el Puente Grande hasta donde en la actualidad se encuentra el Puente de la Concordia. Además se hizo una limpieza general del tramo del canal más urbano, entre el puente grande y el Azul.
En el proyecto original el puente que se iba a lanzar era un sencillo y habitual puente, repetido comúnmente en todas las Carreteras actuales, con pilotes redondos, cabeceros y vigas. Pero dado este singular caso en que se trataba de dejar lo más libre posible el Canal y que esta sería una infraestructura muy visible, por todos los laterales, se atendió el posible canal y que esta sería una infraestructura muy visible, por todos sus laterales se desveló un modificado que la Administración de la Junta de Andalucía admitió, y así se consiguió el actual puente que además de cumplir con sus funciones y ser una infraestructura práctica y funcional, se solicitó un modificado.
La realización de la obra se complemento mediante dos grandes rotondas, una en la Avenida de la Diputación y otra sobre la Avenida de los Descubrimientos. Se pretendía que funcionara como circunvalación de los tráficos del centro de la ciudad, además como una comunicación más, entre las dos grandes zonas que forman el casco de Chiclana. Además el Color azul cobalto, con el que se cubre toda la estructura metálica del Puente, incluso sus barandillas, además de protección contra la herrumbré consigue darle a la infraestructura mayor luminosidad, muy lejos de aquellos tonos grises con los que lucían todos estos puentes metálicos, durante muchos años debido al minio de plomo.